# تشارق (تشهار دولي)
تشارق (بالفارسية: چارق) هي قرية تقع في إيران في Chaharduli Rural District. يقدر عدد سكانها بـ 142 نسمة بحسب إحصاء 2016.